# Insanity
Insanity – ostatni singel szwedzkiego piosenkarza Darina z trzeciej płyty Break the News. Utwór został napisany przez Petera Manssona, Patrica Sarina oraz Darina. Piosenka została wydana jako singel w Niemczech oraz innych krajach Europy, gdzie zdobyła sporą popularność.

## Utwory na płycie
Wzbogacony CD maxi singel
1. "Insanity" (album version) — 3:45
2. "Insanity" (The Attic House mix) — 7:23
3. "Insanity" (instrumental & refrain version) — 3:46
4. "The Anthem" (album snippet) — 5:31
5. "Insanity" (video) — 3:45
6. Making of "Insanity" (video) — 4:44

## Pozycje na listach
| Lista           | Pozycja |
| --------------- | ------- |
| Niemcy          | 20      |
| Austria         | 47      |
| Pozostałe listy |         |
| Radio Eska      | 1       |

### Pozycje singla w Radiu Eska
| Radio Eska - Gorąca 20 |    |    |    |    |    |    |    |    |    |    |    |
| Grudzień (2007)        | 17 | 18 | 19 | 20 | 21 | 22 | 25 | 26 | 27 | 28 | 29 |
| Pozycja                | P  | -  | -  | P  | -  | P  | P  | -  | P  | -  | 11 |

| Radio Eska - Gorąca 20 |    |    |    |    |    |    |    |    |    |    |    |    |    |    |    |    |    |    |    |    |    |    |    |    |    |
| Styczeń (2008)         | 01 | 02 | 03 | 04 | 05 | 07 | 08 | 09 | 10 | 11 | 12 | 14 | 15 | 16 | 17 | 18 | 19 | 21 | 22 | 23 | 24 | 25 | 26 | 28 | 29 |
| Pozycja                | 6  | 5  | -  | -  | 11 | 6  | 8  | 15 | 17 | 8  | 6  | 1  | 8  | -  | 9  | 13 | -  | -  | 14 | 13 | 5  | 19 | -  | -  | -  |

"-" - brak w notowaniu

P - propozycja